# Hypercompe decora
Hypercompe decora là một loài bướm đêm thuộc phân họ Arctiinae, họ Erebidae.